# Ernest Labrousse
Camille-Ernest Labrousse (16 de marzo de 1895 – 23 de mayo de 1988) fue un historiador especializado en la historia económica y social. 
Labrousse estableció un modelo histórico centrado en tres planos: económico, social y cultural. Fue el iniciador de la historia cuantitativa que posteriormente se ha dado en llamar cliometría, mediante la aplicación de métodos estadísticos. Tuvo una gran influencia en una generación entera de historiadores, entre ellos Pierre Vilar. Fernand Braudel dijo que si no fuera por Labrousse "los historiadores nunca habrían trabajado del modo que lo han hecho en el estudio de precios y salarios".
Labrousse no fue estrictamente miembro de la Escuela de Annales, debido a sus compromisos historiográficos y políticos con el marxismo, pero colaboró en su esfuerzo por crear una nueva historia humana. En 1948 dirigió una famosa conferencia sobre el tema Cómo nacen las revoluciones, especialmente las francesas de 1789, 1830 y 1848, aplicando su metodología en tres planos: político, social y económico.

## Obras
- Histoire économique et sociale de la France, Paris, Puf, 1979
- Esquisse du mouvement des prix et des revenus au XVIIIe siècle (1933),
- Crise de l’économie française à la veille de la Révolution (1944), que le hizo ganar su cátedra en la Sorbona.